# Heinkel Lerche II
Heinkel Lerche – projekt turbośmigłowego myśliwca przechwytującego z przełomu lat 1944/1945. Maszyna miała być zdolna do pionowego startu i lądowania.

## Historia
Projekt był nadzwyczaj dobrze rozwinięty spośród wszystkich niemieckich projektów tego typu. Trzon samolotu stanowił smukły kadłub w którego nosie mieściła się kabina pilota. Za kabiną pilota kadłub okalał pierścień z silnikami turbośmigłowymi.
Próby wolnonośne projektu zakończono w marcu 1945 roku, ale nie dochodzące dostawy materiału potrzebnego do budowy prototypu zatrzymały projekt. Futurystyczny kształt samolotu teoretycznie nadawał się do lotu, jednakże nie zostało to sprawdzone.
Bliźniaczym projektem Lerche był Heinkel Wespe o mniejszych wymiarach i jednym silnikiem turbośmigłowym.

## Literatura
- Luftwaffe Secret Projects - Ground Attack & Special Purpose Aircraft, D. Herwig & H. Rode